# Havelock Ellis
Henry Havelock Ellis (født 2. februar 1859 i Croydon, død 8. juli 1939 i Hintlesham) var en engelsk essayist.
Af hans arbejder kan nævnes The Newspirit (1890), A Dialogue in Utopia (1900), The Criminal (1890, 3. udgave 1901), A Study of British Genius (1904). Ellis redigerede en række populære værker over moderne videnskab, der udgavs under titlen The Contemporary Science Series, samt en værdifuld samling ældre engelske skuespil The Mermaid Series med gode litterærhistoriske og kritiske indledninger.